# Daniel Bedingfield
Daniel Bedingfield (Auckland, 3 december 1979) is een Nieuw-Zeelands zanger. Hij is geboren in Nieuw-Zeeland, maar opgegroeid in Londen. Hij is de broer van Natasha Bedingfield.
Bedingfield brak door met de single Gotta get thru this, waarmee hij de eerste plaats van de Britse hitlijst bereikte. Hij nam dit nummer op in zijn slaapkamer. Met de singles If you're not the one en Never gonna leave your side bereikte Daniel ook de eerste plaats van de Britse hitlijst.
In het begin van 2004 kwam Bedingfield bijna om het leven bij een auto-ongeluk. Na zes maanden revalideren kwam alles weer in orde.
In 2009 werkt hij vaak met David Archuleta, en heeft hij enkele nummers geproduceerd van zijn album.

## Discografie

### Albums
| Album met eventuele hitnotering(en) in de Nederlandse Album Top 100 | Datum van verschijnen | Datum van binnenkomst | Hoogste positie | Aantal weken | Opmerkingen |
| ------------------------------------------------------------------- | --------------------- | --------------------- | --------------- | ------------ | ----------- |
| Gotta get thru this                                                 | 27-08-2002            | 26-04-2003            | 23              | 26           |             |
| Second first impression                                             | 18-01-2005            | 23-04-2005            | 99              | 1            |             |

### Singles
| Single met eventuele hitnotering(en) in de Nederlandse Top 40 | Datum van verschijnen | Datum van binnenkomst | Hoogste positie | Aantal weken | Opmerkingen             |
| ------------------------------------------------------------- | --------------------- | --------------------- | --------------- | ------------ | ----------------------- |
| Gotta Get Thru This                                           | 2002                  | 09-02-2002            | 14              | 6            | Dancesmash op Radio 538 |
| If You're Not the One                                         | 2003                  | 22-03-2003            | 13              | 19           |                         |
| Never gonna leave your side                                   | 2003                  | 13-09-2003            | 14              | 9            |                         |
| I can't read you                                              | 2003                  | 15-11-2003            | tip4            | -            |                         |
| Wrap my words around you                                      | 2005                  | 05-03-2005            | tip10           | -            |                         |
| The one                                                       | 2008                  | 26-07-2008            | 19              | 5            | met Sharam              |

| Single met hitnotering(en) in de Vlaamse Ultratop 50 | Datum van verschijnen | Datum van binnenkomst | Hoogste positie | Aantal weken | Opmerkingen |
| ---------------------------------------------------- | --------------------- | --------------------- | --------------- | ------------ | ----------- |
| Gotta get thru this                                  | 2002                  | 02-03-2002            | 27              | 9            |             |
| If you're not the one                                | 2003                  | 26-04-2003            | 28              | 12           |             |
| Never gonna leave your side                          | 2003                  | 13-09-2003            | 28              | 6            |             |